# クルト・フォン・ティッペルスキルヒ
クルト・オスカー・ハインリヒ・ルートヴィヒ・ヴィルヘルム・フォン・ティッペルスキルヒ（ドイツ語: Kurt Oskar Heinrich Ludwig Wilhelm von Tippelskirch, 1891年10月9日–1957年5月10日）は、ドイツの陸軍軍人、軍事史家。最終階級はドイツ国防軍陸軍歩兵大将。

## 経歴

### 初期の軍歴
シャルロッテンブルク（現在はベルリンの一地区）に生まれる。アビトゥーア合格後、士官候補生として士官学校に学ぶ。この間、ドイツ皇帝の宮廷に小姓として勤務している。士官学校卒業後、ダンツィヒの陸軍大学に学び、1910年3月にエリザベート王妃近衛擲弾兵第3連隊に配属される。1911年3月に少尉に任官。早くもこの頃から執筆活動を始め、1914年にはスペインの植民地紛争に関する論文を参謀本部の季刊紀要に発表している。第一次世界大戦が勃発すると、所属する連隊は西部戦線に投入された。ティッペルスキルヒはマルヌ会戦で重傷を負って捕虜となった。捕虜となっている間、一時期スイスに抑留され、そこでフランス語を集中的に学んだ。この経験により後年、フランス語・英語・イタリア語の通訳士官となっている。
戦後の1920年にヴァイマル共和国軍に採用され、同年大尉に昇進して第9歩兵連隊第4中隊長となる。1923年に第3歩兵師団参謀に転属。1928年に少佐に昇進した後、国防省勤務となり、語学能力を評価されて外国軍部に配属された。1933年に第5歩兵連隊第III大隊司令官に転じ、同年2月に中佐に昇進。翌年第27歩兵連隊の新設に参画。1935年3月に大佐に昇進して国防省に復帰し、第3部「外国軍部」部長に任命された。1938年4月に少将に昇進。同年10月に参謀本部第IV部長に就任し、その配下には「西方外国軍課」「東方外国軍課」「駐在武官課」「軍事課」が置かれていた。第IV部は仮想敵国の軍事力を情報収集・分析し、来るべき第二次世界大戦の開戦準備に大きな役割を演じた。

### 第二次世界大戦
第二次世界大戦が始まると、1940年6月に中将に昇進し、コンピエーニュでの対仏休戦交渉に参加した。1941年6月に第30歩兵師団長に任命され、バルバロッサ作戦に参加した。11月に騎士鉄十字章受章。一人息子のアドルフ＝ヒルマーも同年9月に騎士鉄十字章を受章している。同年冬、北方軍集団に属していた同師団は軍団規模のソ連軍の反攻を撃退した。1942年始め、第30歩兵師団はデミャンスクでソ連軍に包囲され、ティッペルスキルヒは命令により指揮権を委譲して部隊を離れ、包囲網から脱出した。1942年8月にイタリア第8軍の連絡将校となる。ティッペルスキルヒには参謀もつけられず、またイタリア軍はドイツ将校への連絡を嫌ったため、この任務は困難なものであった。ティッペルスキルヒは同月、同年2月に遡及して歩兵大将に昇進した。イタリア第8軍はスターリングラード攻防戦で壊滅した。
1943年2月、第XII軍団司令官に任命される。1944年6月にゴットハルト・ハインリツィが病気のため休養すると、第4軍司令官を代行した。同時期、ソ連軍によるバグラチオン作戦が開始され、第4軍はモギリョフ近辺を防衛したが、ティッペルスキルヒは後退許可を申請した。のちに許可は出たものの既に手遅れであり、大損害を受けた第4軍はドニエプル川に向かい後退した。この戦いで一人息子アドルフ＝ヒルマーが戦死した。第4軍は3人の軍団司令官全てと11人の師団長のうち10人を失う損害を被り、7月にはミンスクで包囲され、間もなく降伏した。ただしティッペルスキルヒ自身は包囲網の外に居たため助かった。
1944年7月18日、ティッペルスキルヒは飛行機事故で重傷を負ったが、同月539人目の柏葉付騎士鉄十字章を受章した。早くも10月には復帰し、西部戦線の第1軍参謀長に就任した。12月にイタリア戦線にある第14軍参謀長に転じ、指揮を代行することもあった。ついで1945年はじめに東部戦線の第21軍司令官に任命され、メックレンブルクとブランデンブルクを防衛した。ハインリツィ上級大将がヴァイクセル軍集団司令官を更迭されると、テュッペルスキルヒは国防軍最高司令部総長ヴィルヘルム・カイテル元帥から同軍集団の指揮代行を任されたが、もはや抗戦は不可能とみて連合軍との交渉を行い、5月2日にルートヴィヒスルストでイギリス軍に降伏した。

### 戦後
1948年に捕虜収容所から釈放された。その後は西ドイツのリューネブルクに住み、第二次世界大戦史の著述に従事した。かつてのドイツ国防軍高官やイギリスの歴史家ベイジル・リデル＝ハートの協力を得て、1951年に戦後ドイツでは初となる第二次世界大戦史総覧を刊行した。この書物は他の旧ドイツ国防軍高官（1955年に刊行されたエーリヒ・フォン・マンシュタインの『失われた勝利』など）の回顧録執筆の際の基礎的な資料となるものであった。1956年に補遺や訂正を加えたその改訂版を出版した。翌年心臓発作のため死去した。

## 著作
- Die Spanier in Marokko 1911-1913, in: Vierteljahrshefte für Truppenführung und Heereskunde (Hrsg. von Großen Generalstab) 2/1914
- Geschichte des Zweiten Weltkrieges, Athenäum-Verlag Junker und Dünnhaupt, Bonn 1951
- Operativer Überblick über den Feldzug 1939 in Polen, in: WWR, 6/1954, S.252-267